# Balthasar Düring
Balthasar Düring (* um 1466(?) in Königsberg, Franken; † Herbst 1529 in Coburg) war ein lutherischer Theologe, Superintendent von Coburg und Coburger Reformator.

## Leben und Wirken
Düring wurde als Sohn des Burgvogtes und späteren Bürgermeisters im fränkischen Königsberg geboren. Vermutet wird, dass er am 6. Januar 1466 getauft wurde. Seine Lebensdaten erschließen sich aufgrund der fehlenden Urkundenlage sehr schwer.
1509 erwarb er den akademischen Grad eines Magisters der Theologie an der Universität Leipzig und übernahm später Lehraufgaben. 1516 wurde er Pfarrer an St. Urbani in Königsberg und setzte gleichzeitig seine Vorlesungen in Leipzig fort. Im April 1518 lernte er Martin Luther kennen und folgte ihm nach Wittenberg, um sich dessen Ideen anzuschließen. Dort lernte er im August Philipp Melanchthon kennen.
Auf Melanchthons Empfehlung wurde er am 6. Februar 1520 Vikar an der St.-Moritz-Kirche in Coburg. Düring begann in Coburg mit der Reform des Gottesdienstes, wobei er sich an Luthers Formula missae et communionis hielt. Während dieser Zeit unterhielt er einen Briefkontakt mit den Wittenberger Reformatoren, die ihm bei der Bewältigung der Anfeindungen der Altgläubigen unterstützten.
1521 wurde er auf Weisung des Kurfürsten Friedrich des Weisen in das Predigeramt in Coburg erhoben. Nun konnte Düring seinen Einfluss auch außerhalb der Stadtgrenzen Coburgs durchsetzen. Immer mehr Übertritte zum lutherischen Bekenntnis fanden statt. Als der Kurfürst 1524 die von Düring erarbeitete Kirchenordnung genehmigte, schieden die altgläubigen Priester aus und der Franziskanerkonvent löste sich auf. Fortan war das Coburger Land lutherisch und dieser Zustand wurde selbst während der Zeit des deutschen Bauernkrieges nicht mehr gefährdet.
Als Martin Luther in Kursachsen die Kirchenvisitationen anregte, führte der Superintendent Düring die erste evangelische Kirchenvisitation in der Veste Coburg (1528/29) durch, die die kirchenrechtlichen Verhältnisse festlegte. Der Rat der Stadt stand ganz auf seiner Seite. Nach seinem Tode im Herbst 1529 bat der Rat Luther unmittelbar um einen Nachfolger, der das Werk Dürings abzuschließen vermöchte. Luther empfahl daraufhin Johannes Langer.